# Armando Marques Guedes

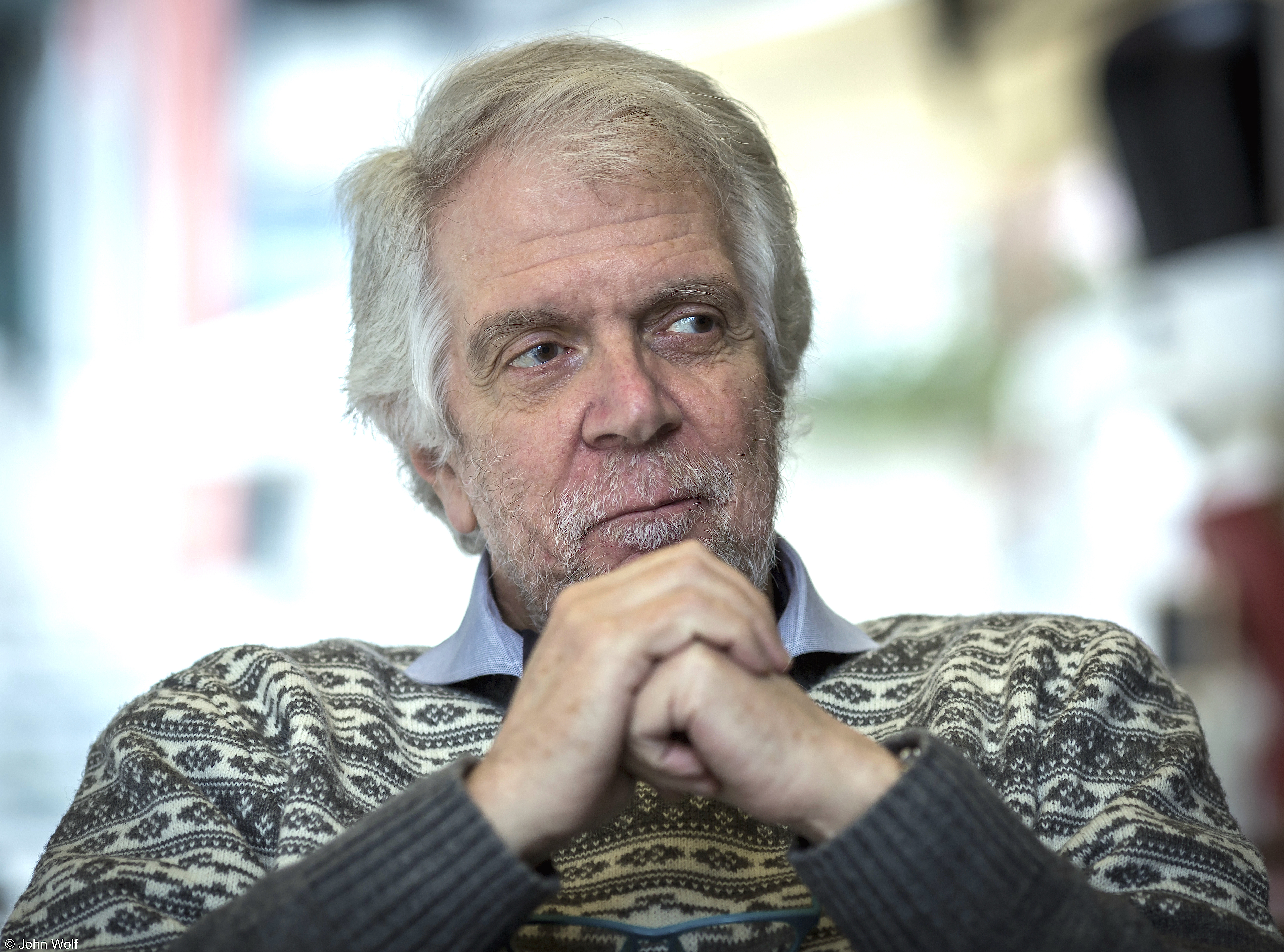
Armando Marques Guedes (2015)

Armando Manuel de Barros Serra Marques Guedes (9 de septiembre de 1952 en Lisboa, Portugal) es un científico politólogo, antropólogo y anterior diplomático con pericias en relaciones internacionales, filosofía y teoría políticas, diplomacia, seguridad y defensa, y geopolítica.  Es profesor de leyes y política internacional en la Universidade Nova de Lisboa, así como profesor de geopolítica en el Instituto Universitario Militar, Instituto de Estudos Superiores Militares (IUM - IESM, la Junta portuguesa Personal y Orden más Altos Universidad).

## Biografía
Marques Guedes asistió al Instituto Superior de Ciências Sociais e Políticas, Universidad de Lisboa, donde tomó su primer grado en administración política, en 1975.
En 1976,  obtiene un B.Sc. (con honores) en antropología social por la Escuela de Londres de Economía y Ciencia Política.

## Carrera

### Académico
Armando Marques Guedes ha proseguido una carrera diversa en antropología, sociología y búsqueda política internacional y enseñanza, incluyendo trabajo de campo en las Filipinas, Cabo Verde, São Tomé y Príncipe, Angola, y Timor del este.
Obtuvo membresías en Cambridge Universidad y la Universidad de Edimburgo, y ha tenido una sucesión de posiciones de facultad en antropología, sociología, y ciencia política (incluyendo teoría política y política internacional) en la Universidade Nova de Lisboa.
En 2011 fue hecho profesor honorario del Departamento de Historia en la Universidad de Bucarest, Rumanía.

### Diplomático
Su carrera ha estado estrechamente seguida, en plazos de foco temático, por sus producciones intelectuales y académicas. En 1985, tras un par de años regresado de su intenso trabajo de campo en las Filipinas, fue asignado como primer Agregado Cultural (más tarde, en 1986, Asesor Cultural) a la Embajada portuguesa en Luanda, Angola. Quedó en su puesto diplomático aún en la guerra con Angola hasta diciembre de 1989. Y hasta 1996, trabajó en el portugués MFA como un advisor en asuntos políticos y culturales africanos.
En 2005, nombrado Presidente del Instituto Diplomático del Ministerio portugués de Asuntos Exteriores, y en 2006 fue director de Planificación de Política para el Ministerio, una función por los siguientes tres años.

### Publicaciones
Ha publicado diecisiete libros y más de ciento veinte artículos en temas diversos como política internacional, seguridad, diplomacia, antropología social y paleontología. Sus publicaciones siempre han sido fuertemente multidisciplinares en naturaleza. Hay, aun así, perceptibles cambios en su foco temático y geográfico: del sudeste asiático en los 80s y 90s en África a fines de los 90s y nunca desde entonces, y de diplomacia a política extranjera. Quizás más significativamente, su trabajo se ha centrado cada vez en asuntos de seguridad, concretamente europeo Central "y" Del este, asiático Central, y, mayoritariamente, del tardío 90s hasta ahora, desarrollo Atlántico Del sur y asuntos de seguridad marítima. Cuando era más temprano el caso con sus publicaciones académicas, sus escrituras, conferencias, y trabajo de asesoría en estos ámbitos últimos ha obtenido un creciendo reconocimiento doméstico e internacional. El puñado de sus publicaciones listaron abajo refleja aquellas preferencias de evolucionar y sus cambios en foco.
- 2015 – "Enlaces dangereuses: lectura y montando los vientos de riesgos de seguridad en el sur Atlántico", en ((ed.), Dan Hamilton. «Dark Network in the Atlantic Basin. Emerging Trends and Implications for Human Security». SAIS (School for Advanced International Studies), Johns Hopkins University, p. 205-237, Washington DC. Archivado desde el original el 5 de marzo de 2015. Consultado el 26 de noviembre de 2016..(ed.), Dan Hamilton. «Dark Network in the Atlantic Basin. Emerging Trends and Implications for Human Security». SAIS (School for Advanced International Studies), Johns Hopkins University, p. 205-237, Washington DC. Archivado desde el original el 5 de marzo de 2015. Consultado el 26 de noviembre de 2016. ((ed.), Dan Hamilton. «Dark Network in the Atlantic Basin. Emerging Trends and Implications for Human Security». SAIS (School for Advanced International Studies), Johns Hopkins University, p. 205-237, Washington DC. Archivado desde el original el 5 de marzo de 2015. Consultado el 26 de noviembre de 2016.), (ed.), Dan Hamilton. «Dark Network in the Atlantic Basin. Emerging Trends and Implications for Human Security». SAIS (School for Advanced International Studies), Johns Hopkins University, p. 205-237, Washington DC. Archivado desde el original el 5 de marzo de 2015. Consultado el 26 de noviembre de 2016., p. 205-237, Washington, D.C.
- 2014 – "Le Droit de Mer et les côtes et les rimlands de l'Europa du sud-ouest et de l'Afrique du nord-ouest: quelques insuffisances du cadre juridique cara aux enjeux géopolitiques présents", en Revista de Direito e Segurança
- 2013 – “De novo o repertório político performativo e cuando águas revoltas semi-presidencialismo Timorense – mas ágora redux”, en Rui Graça Feijó (org) O Semipresidencialismo Timorense: História, Politica e Desenho Institucional, Coímbra, Almedina/CES.
- 2012 – "cambios Geopolíticos en el pasado Atlántico más Ancho, presente y futuro", en (org.) John Richardson, El Fractured Océano. Informe en cambios actuales en Política Marítima en el más Ancho Atlántico: 11-59, Marshall alemán Fondo de los Estados Unidos, Washington, D.C., http://www.ocppc.ma/sites/default/files/fracturedocean.pdf
- 2012 – '"De desregulación a recentering en el Del sur Atlántico y la construcción de ‘lusofonia", Janus.net, v. 3 núm.1: p. 1–36, Universidade Autónoma de Lisboa, http://observare.ual.pt/janus.net/images/stories/pdf/vol3_n1/en/en_vol3_n1.pdf
- 2012 – "Seguridad de Energía europea: El Geopolitics de Proyectos Gasistas Naturales", en Ruxandra Ivan (org.), Regionalismo Nuevo o Ningún Regionalismo? Emergiendo Regionalismo en el área de Mar Negra: p. 69–94, con Radu Dudau, Ashgate, Londres.
- 2011 – "Grupos de Formación Diplomática en los Países de Iniciativa europeos Centrales contra un Fondo Comparativo", Centro para Estudios Académicos Adelantados y Ministerio de Asuntos Exteriores, Academia Diplomática Proc 8 (1): 21-39, Dubrovnik y Zagreb, Croacia.
- 2010 – "Кавказский меловой круг: “укрепление России в южной части постсоветского пространства - эпохальное событие", en ruso [El Caucasian Círculo de Tiza: “El fortalecimiento de Rusia en la parte del sur del correo-soviético espacial – un acontecimiento de cuenca”], en Caucasus Tiempo, con cuestiones de Sergey Markedonov, 26 de diciembre de 2010, en http://www.caucasustimes.com/article.asp?id=20691, Praga y Moscú.
- 2010  – "La lusofonia nella partita del Sud-Atlantico", Limas 5-2010: 55-67, Rivista Italiana di Geopolitica, numero speciale, Il Portogallo è grande, Roma.
- 2010 – "Democracia y sus Fronteras. Allí puede ser tal cosa como bona fide intergenerational contrato social?", Intergenerational Justice Revisión 1/2010: 31-22, La Fundación para los Derechos de Generaciones Futuras (FRFG)/Stiftung für dado Rechte zukünftiger Generationen (SRzG), Uberursel, Alemania, https://docs.google.com/viewer?a=v&pid=gmail&attid=0.1&thid=12b2090f3debb65d&mt=application/pdf&url, Alemania.
- 2010 – Controlos Remotos. Dimensões Externas da Segurança Interna em Portugal. El estudio tiene, como coautor, Luís Elias, Instituto Superior de Ciências Policiais e Segurança Interna e Almedina, Lisboa e Coimbra.
- 2010 – "Presidente y Primer ministro. Hermanando arriba y cambiando abajo", Revista. Jornal Oficial da Presidência da República Democrática de Timor-Leste 1 (1): 12-13. pdf de resolución disponible para descarga en http://www.presidencia.tl/mag/mag0/page1.html, Dili, Del este-Timor.
- 2010 – "Geopolitica del Ciberspazio", Quaderni Speciali di Limas. Rivista Italiana di Geopolitica: 187-199, Roma.
- 2010 – '"Power-compartiendo en los Trópicos y el ubiquitous ‘drift Presidencial': la mecánica y dinámica de equilibrio inestable en el semi-presidentialism de Del este Timor'", en (ed.) Michael Lixivia et al., Entendiendo Timor-Leste: 131-139, Hawthorn, Swinburne Prensa, Australia.
- 2010 – "Las Consecuencias Regionales de la ‘Cinco Guerra de Día". Político, económico, y seguridad overheads del conflicto en Georgia, Boletim Instituto de Estudos Superiores Militares 7: 165-211, Ministério da Defesa, Portugal, con Radu Dudau.
- 2009 – Guerra dos Cinco Dias. Un Invasão da Geórgia pela Federação Russa, Instituto de Estudos Superiores Militares e Prefácio, Ministério da Defesa, Lisboa [prefacio por Almirante Álvaro Sabino Guerreiro] [revisado en Relações Internacionais 25: 147-150, por Luís Tomé - comprobar http://www.scielo.oces.mctes.pt/pdf/ri/n25/n25a13.pdf].
- 2009 – '"El Unpredictability de Conflictos Globales Contemporáneos'", 43. Jahrbuch 2007/08, Diplomatiche Akademie Wien: 224-246, Viena, Austria.
- 2009 – "Serbia, la UE, OTAN y la esperanza de un bulk accesión a la Unión de los Balcanes Occidentales. Reflexiones alrededor del Ljubljana Orden del día para la Fase Nueva en la Estabilización y Proceso de Asociación", en El Ljubljana Orden del día para la Fase Nueva en la Estabilización y Proceso de Asociación, Evroski Pokret u Srbji & Friedrich Ebert Stiftung, Berlín, Alemania y Belgrado, Serbia [el papel es disponible, también, en http://www.emins.org/ljagenda/index.html].
- 2008 – '"Es allí un global al-Qaeda? Algunos pensamientos en los límites organizativos de terrorista transnacional contemporáneo agrupa'", Conferencias Públicas 2008: 47-58, Ministerio de Asuntos Exteriores, Sofía, Bulgaria [publié, aussi, en versión française: “Existe-t-il une al-Qaida Mondiale? Quelques réfléxions sur les limites organizationelles des mouvements terroristes transnationaux contemporains”].
- La visita de Elizabeth de 2008 Reinas a Portugal, 1957'", en el 2008 Informe Anual de la Sociedad Histórica británica, p. 13–30.
- 2008 – Levantando Diplomats. Político, constreñimientos genealógicos y administrativos en entrenar para diplomacia, Favorita Serie, Diplomatiche Akademie, Viena, Austria [prefaced por Jiří Gruša].
- 2007 – Ligações Perigosas. Conectividade, Coordenação e Aprendizagem em Redes Terroristas, Almedina, Coímbra [revisado por Importante-General J.M. Freire Nogueira, Segurança e Defesa 7].
- 2007 – "Un ‘Linha da Frente'. Hacer Sudoeste dos Balcãs à Ásia Central", Geopolítica, 1: 19-77, Centro Português de Geopolítica, Lisboa [también disponible para descarga en http://www.cepen.org/2010/03/a-%e2%80%9clinha-da-frente%e2%80%9d--sudoeste-dos-balcas-un-asia-central/, Brasil].
- 2006 – Trei Conferente, una colección publicada por el Institutul Diplomático Romano, Bucuresti, Rumanía [prefaced por Vlad Nistor].
- 2005 – Entre Factos e Razões. Contextos e Enquadramentos da Antropologia Jurídica. Almedina, Coímbra.
- 2005 – Sociedade Civil e Estado em Angola. O Estado e Un Sociedade Civil sobreviverão um ao outro? Almedina, Coímbra.
- 2004 – “Sobre un União Europeia e una OTAN”, Nação e Defesa 106: 33-76, Instituto de Defesa Nacional, Ministério da Defesa, Lisboa, http://www.idn.gov.pt/publicacoes/nacaodefesa/textointegral/ned106.pdf
- 2004 – O Estudo dos Sistemas Jurídicos Africanos. Estado, Sociedade, Direito e Poder, Almedina, Coímbra.
- 2003 – Pluralismo e Legitimação. Un edificação jurídica pós-colonial de Angola, Almedina. Este estudio monográfico tiene tan co-autores Carlos Feijó, Carlos de Freitas, N'gunu Minúsculo, Francisco Pereira Coutinho, Raquel Barradas de Freitas, Ravi Afonso Pereira y Ricardo Nascimento Ferreira.
- 2003 – Litígios e Pluralismo. Estado, sociedade civil e Direito em São Tomé e Príncipe, Almedina, Coímbra. Este estudio monográfico tiene tan co-autores N'gunu Minúsculos, Ravi Afonso Pereira, Margarida Damião Ferreira y Diogo Girão.
- 2002 – '"Vaga y maravillas: musing encima nacionalismo e identidad en el estado de Del este Timor"', en Nationbuilding en Del este Timor, Pearson Peacekeeping Instituto, Canadá.
- 2002 – "Pensando Del este Timor, Indonesia y Al sureste Asia", Lusotopies, Karthala, el centro Nacional vierte la Recherche Scientifique (CNRS), París.
- 2002 – Litígios e pluralismo em Cabo Verde. Un organização judiciária e os meios alternativos, un estudio monográfico con, cuando co-autores, María José Lopes, Yara Miranda, João Dono y Patrícia Monteiro, Direito e Cidadania 14: 305-364, Praia, Cabo Verde.

## Vida personal
Hijo de Armando Manuel de Almeida Marques Guedes (1919-2012) profesor de leyes de renombre histórico y primer Presidente del Tribunal Constitucional portugués; y hermano de Luís Marques Guedes, ministro de Portugal de la Presidencia y de Asuntos Parlamentarios entre 2010 y noviembre de 2015.
Está casado con Christina Robertstad García Benito, diseñadora industrial española/noruega entrenada en Italia, con un posgrado por la célebre Scuola Politecnica di Diseño, centrada en disciplinas de proyecto en las áreas de diseño y comunicación visual. Tienen tres niños: Constanza (1994) Leonor (1995) y Francisco (2001). La familia actualmente reside en Oslo, Lisboa y Londres.